# Anisodes sordidata
Anisodes sordidata är en fjärilsart som beskrevs av W. Warren 1896. Anisodes sordidata ingår i släktet Anisodes och familjen mätare. Inga underarter finns listade i Catalogue of Life.